# Saint-Martin (Gers)
 Saint-Martin  (en occitano Sent Martin) es una población y comuna francesa, ubicada en la región de Mediodía-Pirineos, departamento de Gers, en el distrito de Mirande y cantón de Mirande.
Su población municipal en 2008 era de 441 habitantes.
Está integrada en la Communauté de communes Vals et Villages en Astarac.

## Demografía
| 286 | 258 | 321 | 327 | 350 | lac. | 354 | 309 | 392 | 397 | 348 | 313 | 343 | 309 | 321 | 291 | 288 | 264 | 249 | 255 | 242 | 239 | 223 | 212 | 224 | 230 | 187 | 226 | 219 | 338 | 363 | 420 | 441 |
| Para los censos de 1962 a 1999 la población legal corresponde a la población sin duplicidades (Fuente: INSEE [Consultar]) |     |     |     |     |      |     |     |     |     |     |     |     |     |     |     |     |     |     |     |     |     |     |     |     |     |     |     |     |     |     |     |     |